# 花房秀三郎
花房 秀三郎（はなふさ ひでさぶろう、1929年12月1日 - 2009年3月15日）は日本のウイルス学者。ロックフェラー大学名誉教授、大阪バイオサイエンス研究所名誉所長。兵庫県西宮市生まれ。

## 概要
ニワトリにがんを起こす「ラウス肉腫ウイルス」を使った研究で、正常な細胞の中にがん遺伝子の原形が存在し、それをウイルスが取り込み、がんを引き起こす遺伝子（がん遺伝子）に作りかえることを実証した。また、複数のがん遺伝子に共通する構造も見つけた。がんは細胞の遺伝子変異で起きるという発がんの基本的な概念を確立した。

## 略歴
- 1948年 私立甲陽中学（現在の校名は甲陽学院中学校・高等学校）卒。大阪府立浪速高等学校に進学。
- 1950年 大阪大学理学部化学科入学
- 1953年 大阪大学理学部卒業、大阪大学微生物病研究所を経て、1961年に渡米。カリフォルニア大学バークレー校、コレッジ・ド・フランス実験医学研究所、ニューヨーク公衆衛生研究所を経て
- 1960年 大阪大学より理学博士 学位論文「感染力を失なった動物ウイルスの種々の生物学的活性」
- 1973年 ロックフェラー大学教授
- 1985年 全米科学アカデミー外国人会員
- 1998年 大阪バイオサイエンス研究所所長
- 2000年 日本学士院会員
- 2009年3月15日 肝不全のため死去。79歳没。

## 受賞・叙勲
- 1981年 シカゴ大学よりHoward Taylor Ricketts Award
- 1982年 アルバート・ラスカー基礎医学研究賞（日本人として初受賞）
- 1983年 朝日賞（「RNA型腫瘍ウイルスの研究と細胞がん化機構の解析」）[1]
- 1991年 文化功労者
- 1995年 文化勲章